# Liwy Grazioso
Liwy del Carmen Immacolata Grazioso Sierra es una arqueóloga, catedrática universitaria e historiadora guatemalteca que se desempeña como Ministra de Cultura y Deportes de Guatemala desde el 15 de enero de 2024 en el gabinete de Bernardo Arévalo.

## Biografía
Grazioso es licenciada en arqueología por la Escuela Nacional de Antropología e Historia, que forma parte del Instituto Nacional de Antropología e Historia de México. Tiene una maestría en estudios mesoamericanos por la misma institución.
Antes de su nominación ministerial, estuvo a cargo de la dirección del Museo Miraflores en la Ciudad de Guatemala y ejerció como docente en la Universidad de San Carlos de Guatemala. También fue coordinadora del Proyecto de Restauración del Museo Nacional de Antropología.
Fue designada por el presidente Arévalo para representar a Guatemala en el funeral del Papa Francisco en abril de 2025.